# Ardolf I van Guînes
Ardolf I van Guînes, ook bekend onder de naam Adolf I en bijgenaamd de Postume, (circa 966 - 996) was van 966 tot aan zijn dood graaf van Guînes. 

## Levensloop
Ardolf was de zoon van graaf Siegfried I van Guînes en diens echtgenote Elftrudis, dochter van graaf Arnulf I van Vlaanderen. Zijn vader overleed nog voor zijn geboorte, waardoor hij onmiddellijk graaf van Guînes werd. Hij werd opgevoed aan het hof van zijn neef, graaf Arnulf II van Vlaanderen.
Als graaf van Guînes liet Ardolf het kasteel van Guînes bouwen, een kasteel met twee slotgrachten. In 996 stierf hij.

## Huwelijk en nakomelingen
Ardolf huwde met Mathilde of Mahaut, dochter van graaf Arnulf II van Boulogne. Ze kregen volgende kinderen:
- Rudolf I (992-1036), graaf van Guînes
- Manasses (995-1035)